# Brunswick (Géorgie)
Pour les articles homonymes, voir Brunswick.
Brunswick est une ville et le siège du comté de Glynn dans l'État de Géorgie, aux États-Unis. La ville est située sur la cote est à 50 km au nord de la Floride.
C'est la seconde plus importante agglomération de la côte de Géorgie après Savannah. selon le recensement de 2010, la ville comptait 15 083 habitants, l'agglomération 51 024 et l'aire métropolitaine 112 370.  
Elle a été fondée en 1771. Abandonnée durant la Guerre Civile Américaine, la ville s'est repeuplée à partir de la construction du chemin de fer la reliant à Atlanta. Durant la Seconde Guerre mondiale, les chantiers navals J.A. Jones Construction Company ont construit 79 Liberty Ship entre le 6 juillet 1942 et le 25 août 1945.
Brunswick possède un aéroport (Brunswick Golden Isles Airport, code AITA : BQK). La compagnie aérienne Delta Air Lines y opère plusieurs vols quotidiens avec Atlanta.
La ville de Brunswick accueille le quartier général du Federal Law Enforcement Training Center (FLETC), centre d'entraînement pour les agences fédérales américaines.

## Jumelages et partenariats
- Yilan, Taïwan
- Ganzhou, Chine

## Démographie
| 1810 | 1860 | 1870  | 1880  | 1890  | 1900  |
| ---- | ---- | ----- | ----- | ----- | ----- |
| 36   | 825  | 2 348 | 2 891 | 8 459 | 9 081 |

| 1910   | 1920   | 1930   | 1940   | 1950   | 1960   |
| ------ | ------ | ------ | ------ | ------ | ------ |
| 10 182 | 14 413 | 14 022 | 15 035 | 17 954 | 21 703 |

| 1970   | 1980   | 1990   | 2000   | 2010   | - |
| ------ | ------ | ------ | ------ | ------ | - |
| 19 585 | 17 605 | 16 433 | 15 600 | 15 383 | - |